# Elezioni parlamentari nelle Filippine del 2013
Le elezioni parlamentari nelle Filippine del 2013 si tennero il 13 maggio per il rinnovo del Congresso (elezione della Camera dei rappresentanti e rinnovo parziale del Senato).

## Risultati

### Camera dei rappresentanti
- Elezioni su base distrettuale

| Liste                                               | Voti       | %     | Seggi |
| --------------------------------------------------- | ---------- | ----- | ----- |
| Partito Liberale delle Filippine (Liberal)          | 10.557.265 | 37,46 | 109   |
| Coalizione Popolare Nazionalista (NPC)              | 4.800.907  | 17,04 | 42    |
| Alleanza Nazionalista Unita (UNA)                   | 3.140.381  | 11,14 | 8     |
| Partito di Unità Nazionale (NUP)                    | 2.402.097  | 8,52  | 24    |
| Partito Nazionalista delle Filippine (Nacionalista) | 2.364.400  | 8,39  | 18    |
| Democratici Cristiano-Musulmani (Lakas)             | 1.472.464  | 5,23  | 14    |
| Partito Democratico delle Filippine (PDP)           | 281.320    | 1,00  | -     |
| Forza delle Masse Filippine (PMP)                   | 144.030    | 0,51  | -     |
| Speranza per Budikon                                | 100.405    | 0,36  | 1     |
| Altri < 100.000 voti                                | 1.252.525  | 4,44  | 12    |
| Indipendenti                                        | 1.665.324  | 5,91  | 6     |
| Totale                                              | 28.181.118 |       | 234   |

- Elezioni su base nazionale:

I 58 seggi in palio sono stati attribuiti a 43 liste diverse, ciascuna delle quali ha ottenuto uno o due seggi, salvo la formazione Buhay Hayaan Yumabong, con tre seggi.

### Senato
Dei 12 senatori da eleggere (su base di collegio unico nazionale):
- 9 sono stati attribuiti alla coalizione Team PNoy, composta da Partito Liberale delle Filippine (1), Coalizione Popolare Nazionalista (1), Partito di Unità Nazionale, Partito Nazionalista delle Filippine (3), Partito Democratico delle Filippine, (1) Lotta dei Democratici Filippini (1) Akbayan e indipendenti (2);
- 3 all'Alleanza Nazionalista Unita.